# Lijst van burgemeesters van Hoogblokland
Dit is een lijst van burgemeesters van de voormalige Nederlandse gemeente Hoogblokland tot die gemeente op 1 januari 1986 opging in de gemeente Giessenlanden.
| Ambtsperiode | Naam burgemeester                           | Partij of stroming | Bijzonderheden |
| ------------ | ------------------------------------------- | ------------------ | --- |
| 1817 - 1844  | Thomas Vink                                 |                    | eerst schout; tevens schout/burgemeester van Hoornaar                                                                |
| 1844 - 1852  | B. de Koning                                |                    | |
| 1852 - 1874? | C.F. Gerdessen Timmermans                   |                    | tevens burgemeester van Noordeloos (al vanaf 1844) en Hoornaar                                                       |
| 1874 - 1879  | Cornelis Jacob Anton Wijnaendts (1841-1921) |                    | tevens burgemeester van Noordeloos en Hoornaar, voorheen van Leimuiden, later van Overschie en Schiebroek            |
| 1879 - 1883  | Willem Lotsy                                |                    | tevens burgemeester van Noordeloos en Hoornaar, later van Bodegraven                                                 |
| 1883 - 1885  | mr. Abraham Antonie Küller                  |                    | tevens burgemeester van Noordeloos en Hoornaar                                                                       |
| 1885 - 1933  | Cornelis Bastiaan Wisboom                   |                    | tevens burgemeester van Noordeloos en Hoornaar                                                                       |
| 1934 - 1937  | W. Zeeuw                                    | ARP                | tevens burgemeester van Noordeloos en Hoornaar, voorheen burgemeester van Genemuiden, later burgemeester van Rijssen |
| 1937 - 1943  | D.C. de Leeuw                               |                    | tevens burgemeester van Noordeloos en Hoornaar, voorheen van Hei- en Boeicop & Schoonrewoerd                         |
| 1943 - 1945  | B.C. Wisboom                                |                    | tevens burgemeester van Noordeloos en Hoornaar, voorheen waarnemend burgemeester Brielle en Oostvoorne               |
| 1945 - 1946  | Floor den Hartog                            | liberaal           | waarnemend |
| 1946 - 1986  | Maarten Schakel sr.                         | ARP / CDA          | tevens burgemeester van Noordeloos en Hoornaar, vanaf 1982 waarnemend                                                |